# Kernbrandstof

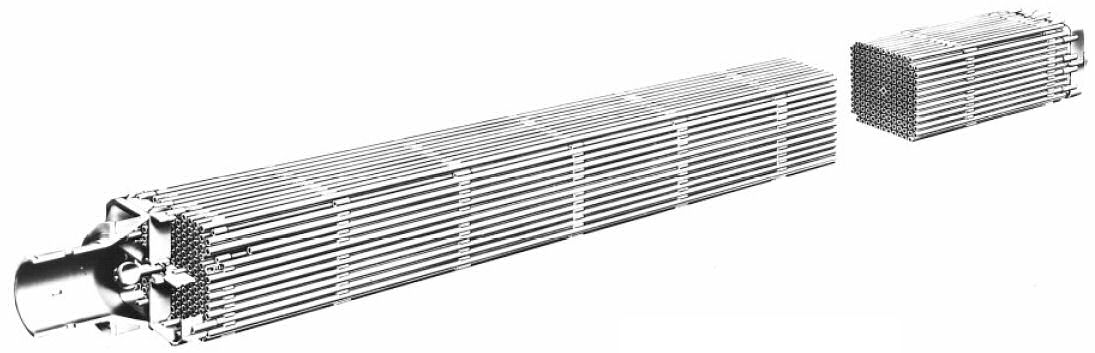
Kernbrandstofelement.

Kernbrandstof is de brandstof voor een kernreactor. In dit materiaal vinden dan de kernsplijtingen plaats die warmte en neutronen produceren. 

## Brandstofelement
De term kernbrandstof verwijst naar het materiaal of naar fysieke voorwerpen, bijvoorbeeld brandstofbundels die uit brandstofstaven worden samengesteld. Kernbrandstof die niet meer bruikbaar is voor kernreacties wordt bestraalde kernbrandstof (Engels: spent of irradiated nuclear fuel, INF) genoemd. Het meest gangbare type kernbrandstof zijn de zware splijtbare elementen die een kernsplijtingskettingreactie ondergaan in een kernreactor.

## Splijtingselementen
De meest gangbare splijtbare kernbrandstoffen zijn uranium-235 en plutonium-239. De winning, raffinage, zuivering, het gebruik, en uiteindelijke verdere verwerking en opslag van deze elementen vormen samen de kernbrandstofcyclus, die belangrijk is in verband met de productie van kernenergie en kernwapens. 